# 296928 Francescopalla
296928 Francescopalla este o planetă minoră (asteroid), cu un diametru de 3,844 km, din centura de asteroizi. A fost descoperită pe 17 februarie 1994 la San Marcello de Luciano Tesi⁠(d). 
Obiectul prezintă o orbită caracterizată de o semiaxă mare de 3,0150457562351 UAi, o excentricitate de 0,23, o înclinație de 10,8 ° în raport cu ecliptica.